# 2-nitrobenzaldeide
La 2-nitrobenzaldeide è un'aldeide aromatica, contenente un gruppo nitro in posizione orto rispetto al formile.
A temperatura ambiente si presenta come un solido giallo chiaro dall'odore caratteristico.

## Sintesi
Le vie principali verso la nitrobenzaldeide iniziano con la nitrazione di stirene e acido cinnamico seguita dalle conversioni degli acidi 2-nitrostirene e 2-nitrocinnamici risultanti. La cinnamaldeide può anche essere nitrata, ad esempio, in una soluzione di anidride acetica in acido acetico, ad alto rendimento in 2-nitrocinnamaldeide. Questo composto viene quindi ossidato in acido 2-nitrocinnamico, che viene decarbossilato in 2-nitrostirene. Il gruppo vinile può essere ossidato in diversi modi per produrre 2-nitrobenzaldeide.
In un processo sintetico, il toluene viene mononitrato a basse temperature in 2-nitrotoluene, con circa il 58% convertito nell'isomero orto. Il 2-nitrotoluene può quindi essere ossidato per produrre 2-nitrobenzaldeide.
In alternativa, il 2-nitrotoluene può essere alogenato ad un alogenuro di 2-nitrobenzile seguito da ossidazione con DMSO e bicarbonato di sodio per produrre 2-nitrobenzaldeide, che viene successivamente purificato con la creazione di un addotto bisolfito
La nitrazione della benzaldeide produce principalmente 3-nitrobenzaldeide, con rese di circa il 19% per l'isomero orto, il 72% per il meta e il 9% per il para. Per questo motivo, la nitrazione della benzaldeide per produrre 2-nitrobenzaldeide non è conveniente.

## Utilizzi
La 2-nitrobenzaldeide è un intermedio per la una prima sintesi dell'indaco, un colorante insolubile in acqua comunemente usato per tingere jeans e altri tessuti. Nella sintesi dell'indaco di Baeyer-Drewson, la 2-nitrobenzaldeide si condensa con acetone in una soluzione acquosa basica.  Il metodo è stato abbandonato nella prima parte del XX secolo, venendo sostituito da processi che utilizzano l'anilina.
Dati i suoi due gruppi relativamente reattivi, la 2-nitrobenzaldeide è un potenziale materiale di partenza per altri composti. Le 2-nitrobenzaldeidi sostituite possono anche essere utilizzate per produrre altri importanti composti a base di indaco, come l'indigotina.
La 2-nitrobenzaldeide ha dimostrato di essere un utile gruppo protettivo fotomovibile.